# Urzędowe poświadczenie odbioru
Urzędowe poświadczenie odbioru – dane elektroniczne powiązane z dokumentem elektronicznym doręczonym podmiotowi publicznemu lub przez niego doręczanym w sposób zapewniający rozpoznawalność późniejszych zmian dokonanych w tych danych, określające:
1. pełną nazwę podmiotu publicznego, któremu doręczono dokument elektroniczny lub który doręcza dokument;
2. datę i godzinę wprowadzenia albo przeniesienia dokumentu elektronicznego do systemu teleinformatycznego podmiotu publicznego – w odniesieniu do dokumentu doręczanego podmiotowi publicznemu;
3. datę i godzinę podpisania urzędowego poświadczenia odbioru przez adresata;
4. datę i godzinę wytworzenia urzędowego poświadczenia odbioru.